# داملاسو ایکیزاوغلو
داملاسو ایکیز‌اوغلو (به ترکی استانبولی: Damlasu İkizoğlu؛ زادهٔ ۸ ژوئیه ۱۹۹۷) بازیگر اهل ترکیه است. او به دلیل ایفای نقش در مجموعه‌های تلویزیونی خواهر و برادرانم و بابا شناخته شده‌است.

## زندگی‌نامه و تحصیلات
ایکیز‌اوغلو در ۸ ژوئیه ۱۹۹۷ در شهر آنتالیا به دنیا آمد. او از دانشگاه مرمره، دانشکده هنرهای زیبا، در رشته سینما و تلویزیون فارغ التحصیل شد. علاوه بر این، او دوره‌های بازیگری را در آتلیه BiTiyatro، صحنه آتلیه Cihangir و مرکز هنری Müjdat Gezen گذرانده است.

## حرفه
ایکیز‌اوغلو سال ۲۰۱۵ در سن ۱۷ سالگی با بازی در نمایشنامه موزیکال «شیر شاه» (Aslan Kral Müzikali) برای اولین بار در عرصه تئاتر حاضر شد و بازیگری را آغاز کرد. سپس سال ۲۰۱۷ در نمایشنامه کجا می‌ریم (Nereye Gidiyoruz) بازی کرد و همچنین سال ۲۰۱۹ در نمایشنامه عشاق باشکوه (Küskün Aşıklar) اثر مولیر در صحنه تئاتر حاضر شد.
او ابتدا کارش را با بازی در تبلیغات بازرگانی شروع کرد. سال ۲۰۱۹ برای تبلیغات تلویزیونی نوشابه اسپرایت و شرکت خدمات مالی و بانکداری ترکیه‌ای یاپی کردی بانک جلوی دوربین رفت.
بازیگری خود را از سال ۲۰۱۸ در سن ۲۰ سالگی با فیلم ارث آغاز کرد. در سال ۲۰۲۰ در مجموعه تلویزیونی بابل در نقش بوسه بازی کرد. سپس سال ۲۰۲۱ در مجموعه تلویزیونی خواهر و برادرانم در نقش ملیسا آتاکول ظاهر شد و به شهرت رسید و شناخته شد و در سال ۲۰۲۲ در مجموعه تلویزیونی بابا در نقش کبری ساروهانلی درخشید.

## زندگی شخصی
ایکیز‌اوغلو با اورال اوزر بازیگر ترک در رابطه است. او هم‌اکنون در شبکه‌اجتماعی اینستاگرام ۱٫۸ میلیون دنبال کننده دارد.

## آثار
| مجموعه تلویزیونی | مجموعه تلویزیونی | مجموعه تلویزیونی | مجموعه تلویزیونی | مجموعه تلویزیونی | مجموعه تلویزیونی |
| سال              | عنوان            | نقش              | شبکه             | توضیحات          | منبع             |
| ---------------- | ---------------- | ---------------- | ---------------- | ---------------- | ---------------- |
| ۲۰۲۰             | بابل             | بوسه             | استار تی‌وی       | ۷ قسمت           | [ ۱ ]            |
| ۲۰۲۱             | خواهر و برادرانم | ملیسا آتاکول     | آ تی‌وی           | ۲۹ قسمت          | [ ۵ ]            |
| ۲۰۲۱–۲۰۲۲        | بابا             | کبری ساروهانلی   | شو تی‌وی          | ۳۰ قسمت          | [ ۵ ]            |
| فیلم             |                  |                  |                  |                  |                  |
| سال              | عنوان            | نقش              | نقش              | توضیحات          | منبع             |
| ۲۰۱۸             | ارث              |                  |                  | فیلم تلویزیونی   | [ ۱ ]            |

| تئاتر | تئاتر            | تئاتر | تئاتر         | تئاتر |
| سال   | عنوان            | نقش   | توضیحات       | منبع  |
| ----- | ---------------- | ----- | ------------- | ----- |
| ۲۰۱۵  | موزیکال «شیرشاه» |       | تئاتر موزیکال | [ ۳ ] |
| ۲۰۱۷  | کجا می‌ریم        |       |               | [ ۳ ] |
| ۲۰۱۹  | عشاق باشکوه      |       | اثر مولیر     | [ ۳ ] |

| آگهی تبلیغاتی | آگهی تبلیغاتی  | آگهی تبلیغاتی | آگهی تبلیغاتی | آگهی تبلیغاتی |
| سال           | شرکت/محصول     | نقش           | توضیحات       | منبع          |
| ------------- | -------------- | ------------- | ------------- | ------------- |
| ۲۰۱۹          | یاپی کردی بانک | خودش          |               | [ ۳ ]         |
| ۲۰۱۹          | اسپرایت        | خودش          |               | [ ۳ ]         |